# نخلية
الفصيلة النخلية أو الفصيلة الفوفلية (الاسم العلمي: Arecaceae) هي فصيلة نباتية تتبع رتبة الفوفليات من طائفة أحاديات الفلقة.
تضم حوالي 202 من الأجناس وحوالي 2600 نوع. تتميز الفصيلة بقوامها الشجري المكون من جذع متخشب بسيط غير متفرع، وحيد القدم (باللاتينية: monopodium)، عديم التشكيلات الثانوية، في قمته وريدة من الأوراق أو السعفات. من أهم نباتاتها الفوفل والنخيل والواشنطونيا.

## التقسيم
تضم خمس أسر هي:
- الفوفلاوات
- الكوريفاوات
- القلاموساوات
- نخلية الشمع
- (باللاتينية: نخلة نيبا)

## أجناس
- المازوالا
- الخزمة